# Commiphora
Commiphora es un género de plantas perteneciente a la familia Burseraceae. Son árboles y arbustos, generalmente protegidos con espinas y púas, nativos de África, Arabia, y el subcontinente indio. Comprende 323 especies descritas y de estas, solo 208 aceptadas.

## Descripción
Son árboles o arbustos, a menudo armados o espinosos. Hojas alternas o fasciculadas, compuestas, l-3 (o más)- folioladas, imparipinnadas, folíolos sésiles o subsésil, serrado, crenate o entero. Flores solitarias o en fascículos de 2-5 o en panículas, son pequeñas, sésiles-subsésiles, bisexuales o unisexuales. Cáliz cupular, urceolada o tubular, 4 dentado o lobulado, persistente. Pétalos 4, valvados. Estambres sobre todo 8, insertados en el margen del disco anular o cupular, filamentos generalmente desiguales, dilatados en la base.  Fruto en forma de drupa, globoso o subgloboso, comprimido o no.

### Usos
Algunas de estas especies producen unas resinas muy olorosas usadas como incienso, perfume, y para medicamentos, en estos se incluyen la mirra (Commiphora myrrha) el bálsamo de la Meca (C. opobalsamum).

## Taxonomía
El género fue descrito por Nikolaus Joseph von Jacquin y publicado en Plantarum Rariorum Horti Caesarei Schoenbrunnensis 2: 66. 1797. La especie tipo es: Commiphora madagascariensis Jacq. 

## Algunas especies
- Commiphora africana (syn. Heudelotia africana), a veces identificado como bdellium.
- Commiphora boranensis
- Commiphora caudata
- Commiphora corrugata
- Commiphora gileadensis (syn. Commiphora opobalsamum), produce bálsamo de la Meca.
- Commiphora habessinica
- Commiphora kataf (syn. Commiphora erythraea), produce bisabol.
- Commiphora madagascariensis - bedelio de la India[3]
- Commiphora mossambicensis
- Commiphora pyracanthoides
- Commiphora myrrha (syn. Commiphora molmol), produce mirra.
- Commiphora schimperi
- Commiphora stocksiana, conocido en Pakistán como bayisa gugal
- Commiphora tecomaca - tacamaca de México[3]
- Commiphora wightii (syn. Commiphora mukul), produce la goma gugul, a veces identificado como bdellium. Es una fuente de fitoesteroles como guggulsteronas que se utilizan en fitoterapia para estimular el metabolismo de lipoproteínas y regular el colesterol.